# Bare Range
Bare Range är ett berg i Kanada.   Det ligger i provinsen Alberta, i den centrala delen av landet, 3 000 km väster om huvudstaden Ottawa. Toppen på Bare Range är 2 943 meter över havet.
Terrängen runt Bare Range är huvudsakligen kuperad, men norrut är den bergig. Trakten runt Bare Range är nära nog obefolkad, med mindre än två invånare per kvadratkilometer.. Det finns inga samhällen i närheten.
I omgivningarna runt Bare Range växer i huvudsak barrskog.